# 光妙寺 (藤沢市)
光妙寺（こうみょうじ）は神奈川県藤沢市藤沢四丁目にある日蓮宗の寺院。山号は、立正山。旧本山は、身延山久遠寺。潮師法縁。

## 歴史
宝暦6年（1756年）光妙院日暁により創立。
静岡県富士郡芝富村円恵寺の光明庵という仏堂であったが、
1934年（昭和9年）に光妙寺と号し独立して、その年12月に現在地に移転。

## 所在地情報
所在地
- 神奈川県藤沢市藤沢四丁目14番16号

交通
- 鉄道
  - 藤沢本町駅（小田急電鉄江ノ島線）

- 道路
  - 国道1号
  - 国道467号

## 周辺
- 伊勢山